# Mildred Natwick
Mildred Natwick (Baltimore, Maryland, 19 de junio de 1905-Nueva York, 25 de octubre de 1994) fue una actriz estadounidense.

## Carrera
Tras graduarse de Bennett College, participó en numerosas obras de teatro antes de su primera producción de Broadway, Carrie Nation. 
Durante los años 1930 protagonizó varias obras, frecuentemente trabajaba junto al actor Joshua Logan. Hizo su debut en el cine con la película de John Ford The Long Voyage Home donde hizo el papel de una prostituta cockney, pero no se dedicó a las películas hasta mediados de los años 1940. Aun cuando trabajaba en películas, se la podía ver actuando en obras de teatro. Fue nominada dos veces a los premios Tony: en 1957 por The Waltz of the Toreadors, y, en 1972 por el musical, 70 Girls 70.
Trabajó en varios clásicos de John Ford como Three Godfathers (1948), She Wore a Yellow Ribbon (1948), y The Quiet Man (1952).
Tras abandonar el cine en los años 1950, regresó con Barefoot in the Park donde interpretó a la madre de Jane Fonda. Su papel le significó su primera nominación a un premio Oscar. Durante el resto de la década, apareció solamente en televisión, ganando un premio Emmy por su papel en la serie The Snoop Sisters, donde trabajó junto a Helen Hayes. Su último trabajo fue en 1988 con Las amistades peligrosas. Murió de cáncer a la edad de 89 años.
Fue la prima de Myron 'Grim' Natwick, creador de Betty Boop, y animador de Blancanieves y los siete enanitos.

## Premios

### Oscar
Nominación:
- Mejor actriz de reparto (Descalzos por el parque, 1967).

### Emmy
Ganó:
- Mejor actriz (The Snoop Sisters, 1973).

Nominaciones:
- Mejor actriz de reparto (Ford Star Jubilee, 1955).

### Tony
- Mejor actriz de reparto por Waltz of the Toreadors (1957).
- Mejor actriz en un musical por 70, Girls, 70 (1972).

## Filmografía
- The Long Voyage Home (1940).
- The Enchanted Cottage (1945).
- Yolanda and the Thief (1945).
- Three Godfathers (1948).
- She Wore a Yellow Ribbon (1949).
- The Quiet Man (1952).
- La isla de los corsarios (1952).
- The Trouble with Harry (1955).
- The Court Jester (1956).
- Descalzos por el parque (1967).
- If It's Tuesday, This Must Be Belgium (1969).
- The Snoop Sisters (1973–1974), serie de televisión.
- At Long Last Love (1975)
- Las amistades peligrosas (1988).

## Teatro
| - Bedroom Farce, 1979 - 70, Girls, 70, 1971 - Our Town, 1969 - Barefoot in the Park, 1963 - Critic's Choice, 1960 - The Good Soup, 1960 - - The Firstborn, 1958 - The Day the Money Stopped, 1958 - The Waltz of the Toreadors, 1957 - The Grass Harp, 1952 - The Playboy of the Western World, 1946 - Candida, 1946 - Blithe Spirit, 1943 - Candida, 1942 - Blithe Spirit, 1941 | - The Lady Who Came to Stay, 1941 - Christmas Eve, 1939 - Stars In Your Eyes, 1939 - Missouri Legend, 1938 - The Star-Wagon, 1937 - Candida, 1937 - Love from a Stranger, 1936 - End of Summer, 1936 - Night In the House, 1935 - The Distaff Side, 1934 - The Wind and the Rain, 1934 - Spring in Autumn, 1933 - Amourette, 1933 - Carry Nation, 1932 |

## Premios y nominaciones
Premios Óscar
| Año  | Categoría               | Película                | Resultado |
| ---- | ----------------------- | ----------------------- | --------- |
| 1968 | Mejor actriz de reparto | Descalzos por el parque | Nominada  |